# Tylovice
Tylovice – dawniej samodzielna wieś, obecnie w granicach miasta Rožnov pod Radhoštěm w powiecie Vsetín w Czechach.

## Historia
Pierwszy raz wzmiankowane w 1502 jako osada, położona na południowy wschód od Rožnova pod Radhoštěm, rozwijały się w ścisłym związku z tym miastem. W roku 1960 zostały połączone z sąsiednią wsią Hážovice w nowy organizm – wieś o nazwie Rysová. Dwadzieścia lat później, w 1980, ta nowa wieś została włączona w granice Rožnova pod Radhoštěm. Obecnie Tylovice funkcjonują jako dzielnica tego miasta i jednostka katastralna o powierzchni 573,17 ha.